# Saxifraga costei
Saxifraga costei är en stenbräckeväxtart som beskrevs av Luizet och Soulie. Saxifraga costei ingår i Bräckesläktet som ingår i familjen stenbräckeväxter. Inga underarter finns listade i Catalogue of Life.